# Chã Preta
Chã Preta este un oraș în statul Alagoas (AL) din Brazilia.